# Auguste Couder
Louis Charles Auguste Couder, né le 1er avril 1789 à Londres (Royaume de Grande-Bretagne) et mort le 21 juillet 1873 à Paris (Seine), est un peintre français.

## Biographie
Fils de Jean-Baptiste Couder, colon à Saint-Domingue, Auguste Couder nait à Londres le 1er avril 1789.
Peintre d'histoire élève de Jean-Baptiste Regnault et de Jacques-Louis David à l'École des beaux-arts de Paris, Auguste Couder débute au Salon de 1814 avec La Mort du général Moreau (conservé au musée des Beaux-Arts de Brest). Il est élu membre de l'Académie des beaux-arts en 1839, et promu officier de la Légion d'honneur en 1841.
Il épouse en premières noces Cornélie Stouf, fille du sculpteur Jean-Baptiste Stouf. Le couple a un fils Auguste Henry (1818). En secondes noces, il épouse Nathalie Rouget (morte à Fontainebleau en 1858) dont il a un fils Léon (1826), et en troisièmes noces, le 15 mai 1865 à Paris, il épouse Caroline Klein (1828-1912), artiste peintre.
En 1831, il figure sur la liste des professeurs de l'École polytechnique.
Auguste Couder meurt le 21 juillet 1873 dans le 14e arrondissement de Paris et est enterré au cimetière du Père-Lachaise avec sa dernière épouse.

## Œuvres dans les collections publiques
France
- Angers, musée des Beaux-Arts : Roméo et Juliette.
- Arras, musée des Beaux-Arts : Le lévite d'Ephraïm, 1817
- Beauvais, MUDO - Musée de l'Oise : Mort de Vert-Vert, 1830.
- Brest, musée des Beaux-Arts : La Mort du général Moreau, 1814, huile sur toile.
- Fontainebleau, château de Fontainebleau, galerie François Ier : La Nymphe de Fontainebleau[4].
- Grenoble, musée de Grenoble
  - La Mort de Masaccio, 1817, 88 x 65 cm[5]
- La Rochelle, musée du Nouveau Monde
  - La Prise de Yorktown (esquisse), avant 1836[6]
- Orléans, musée des Beaux-Arts d'Orléans
  - Frédégonde et Chilpéric, vers 1826, Salon de 1831[7]
- Paris :
  - église Saint Germain-l'Auxerrois, chapelle du tombeau : Scènes de la vie du Christ, 1844, peintures à la cire[8].
  - Maison de Victor Hugo : Notre-Dame de Paris, 1833[9].
  - Missions étrangères de Paris, chapelle de l'Épiphanie : Adoration des Mages.
  - musée du Louvre :
    - L'Eau, ou Combat d'Achille contre le Scamandre et le Simoïs, 1819 ;
    - La Terre, ou Le Combat d'Héraclès et Antée, 1819 ;
    - Napoléon Ier visitant l'escalier du Louvre sous la conduite des architectes Percier et Fontaine, 1833.
- Rennes, musée des Beaux-Arts : Tanneguy du Châtel sauvant le Dauphin, 1827.
- Versailles, musée de l'Histoire de France :
  - La Prise de Yorktown, 1836 ;
  - Ouverture des États généraux à Versailles, 5 mai 1789, 1839 ;
  - Méhémet Ali, vice-roi d'Égypte, 1841 ;
  - Installation du Conseil d'État au palais du Petit-Luxembourg, 25 décembre 1799, 1856.
- Vizille, musée de la Révolution française : Le Serment du Jeu de Paume, 20 juin 1789, 1848[10].

Russie
- Saint-Pétersbourg, musée de l'Ermitage : La Mort de Masaccio, vers 1817, 45 x 38 cm[11]. (réplique réduite de l'original exposé au Salon de 1817, conservé au Musée de Grenoble

## Publications
- Considérations sur le but moral des beaux-arts, 1867[12].
- De la Beauté, 1867[13].

## Élèves
- Dominique Adolphe Grenet (1821-1885)[14]
- Charles-François Houël (1819-1849)
- Anton Hansmann

Œuvres d'Auguste Couder
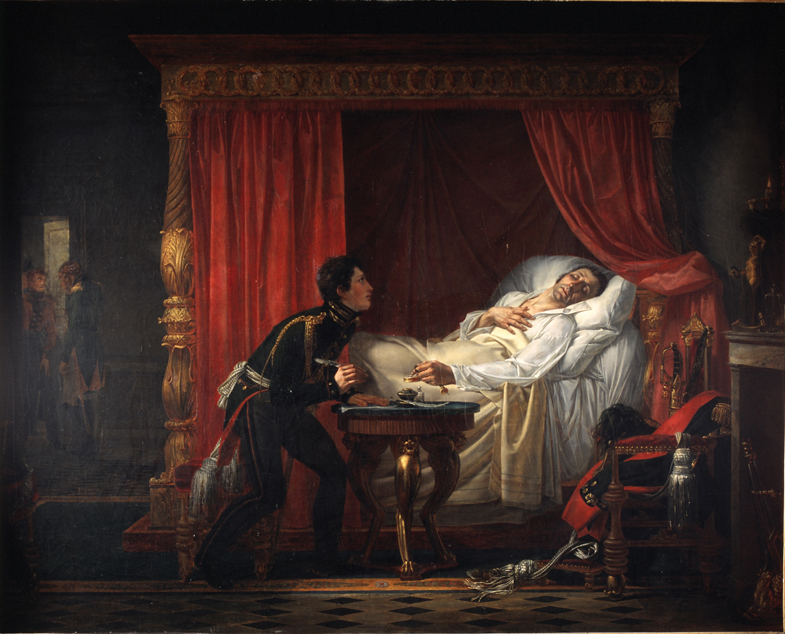
La Mort du général Moreau (1814), musée des Beaux-Arts de Brest.
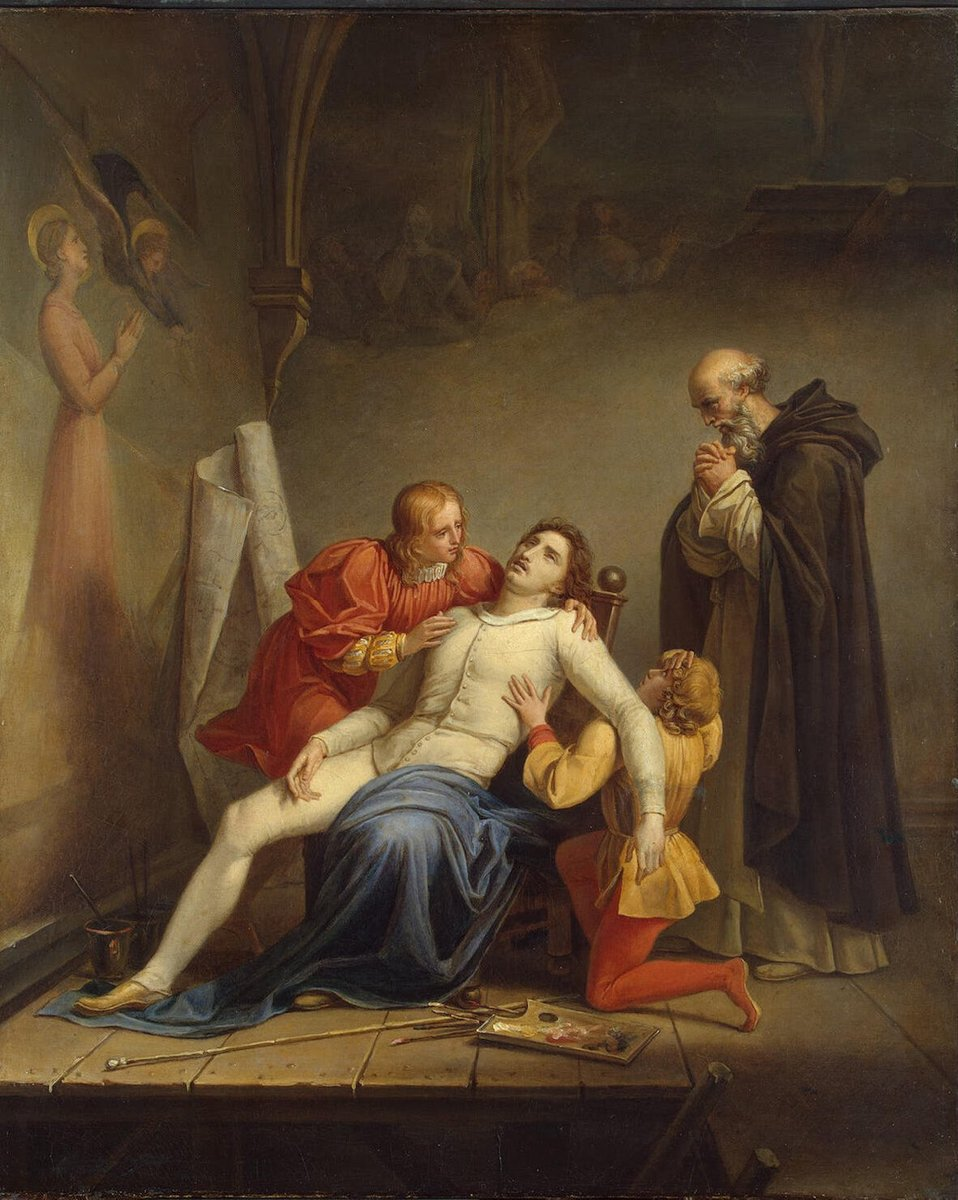
La Mort de Masaccio (1817), Saint-Pétersbourg, musée de l'Ermitage.
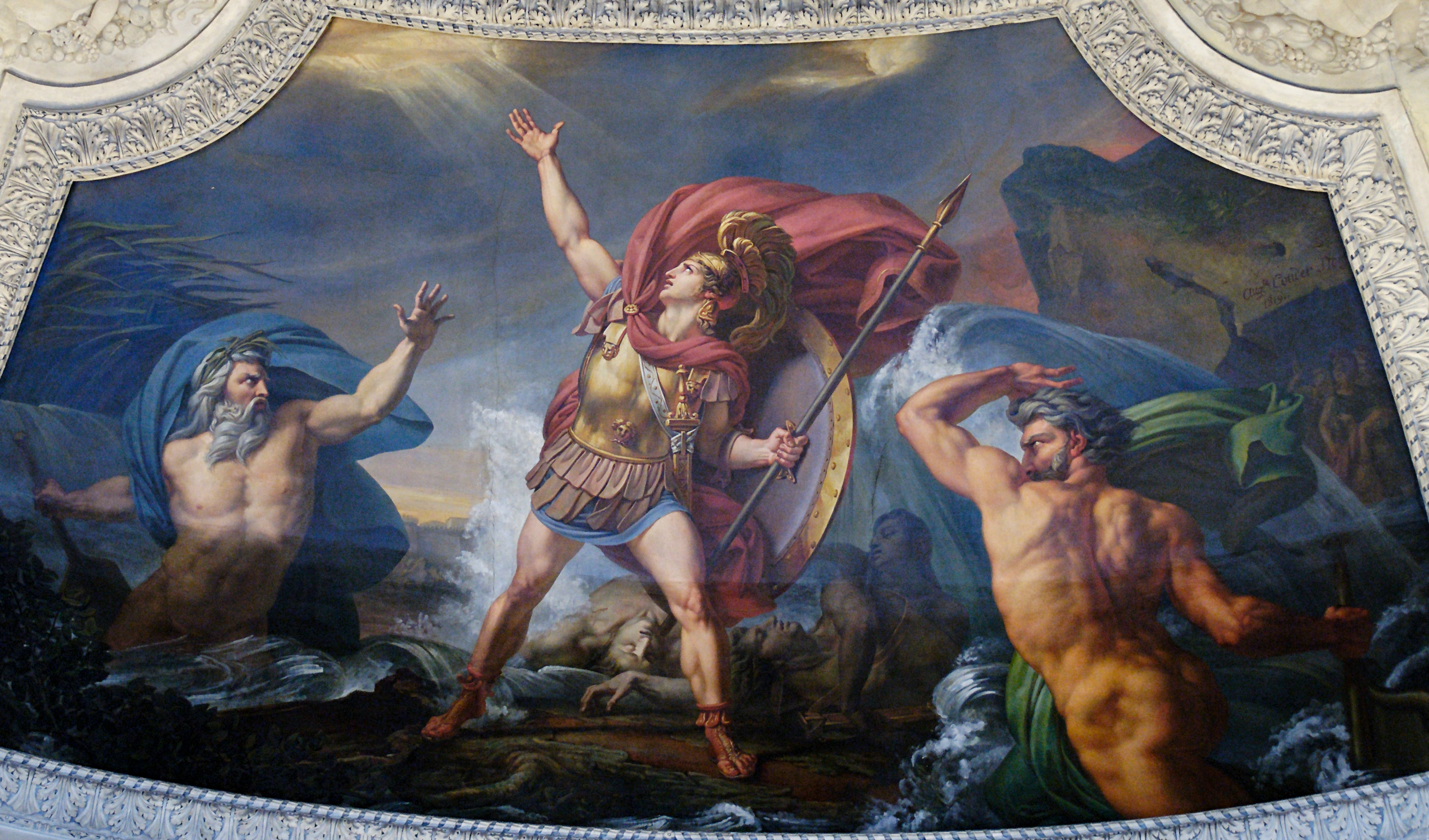
L'Eau, ou Combat d'Achille contre le Scamandre et le Simoïs (1819), Paris, musée du Louvre
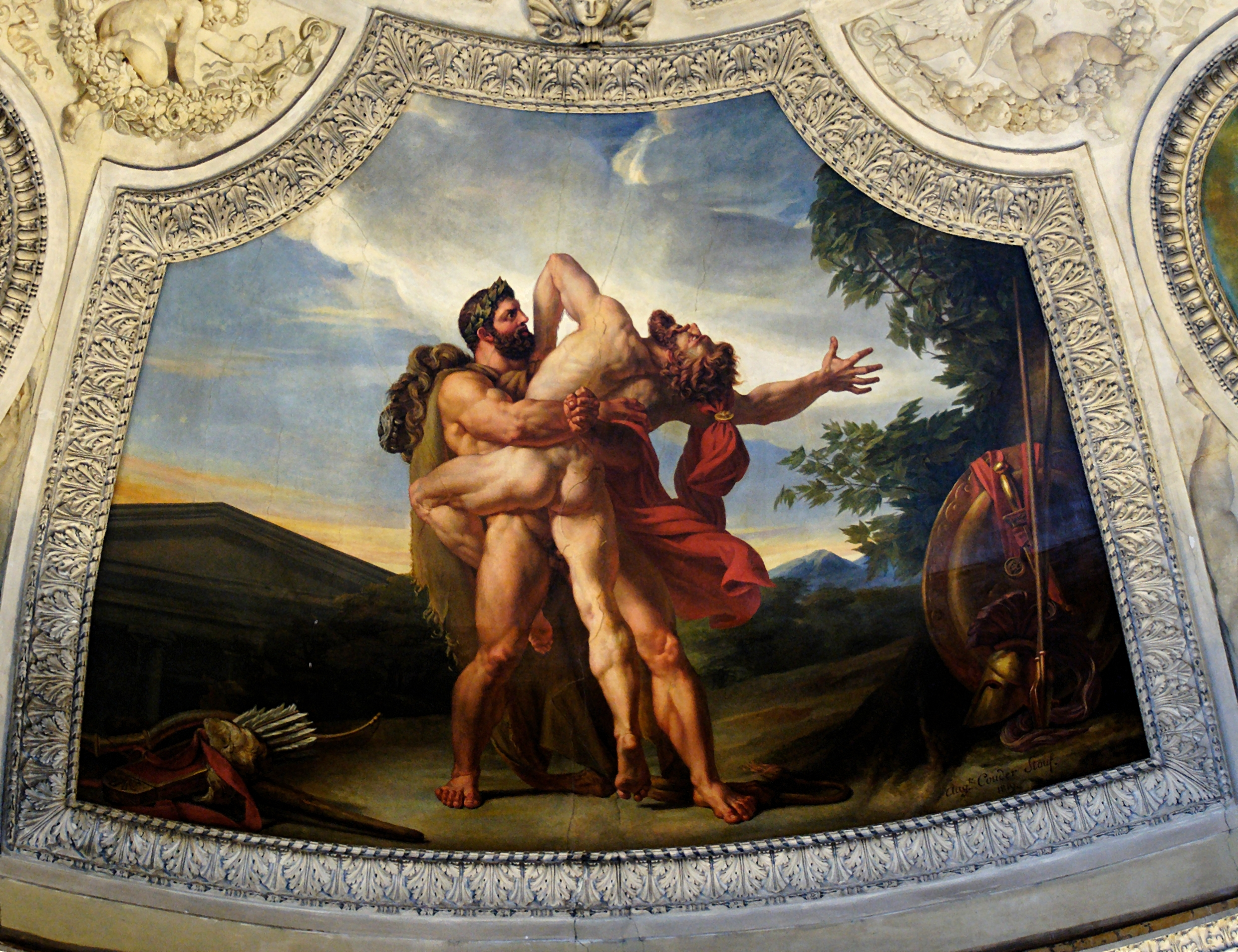
La Terre, ou Le Combat d'Héraclès et Antée (1819), Paris, musée du Louvre.
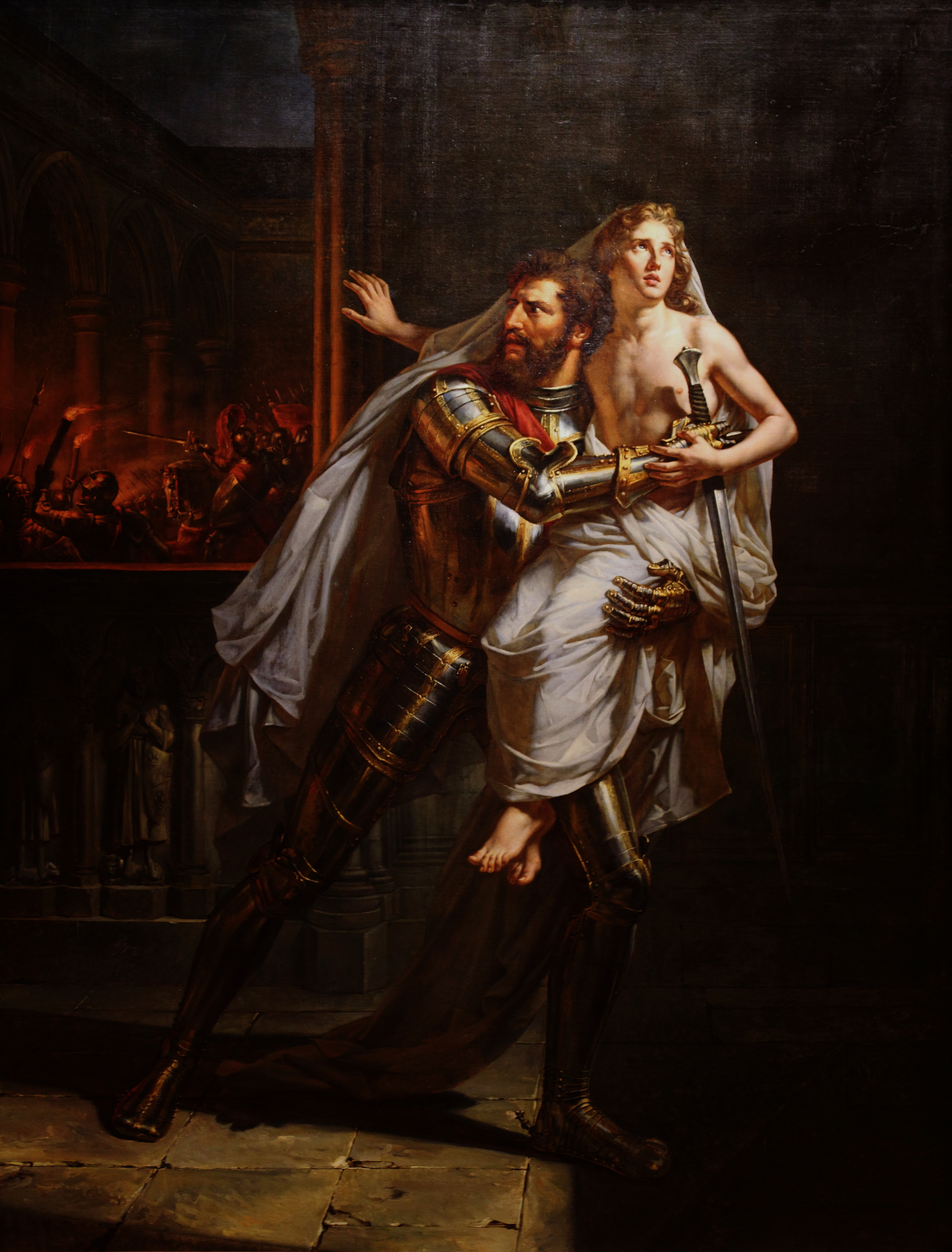
Tanneguy du Châtel sauvant le Dauphin (1827), musée des Beaux-Arts de Rennes.[Note 2]
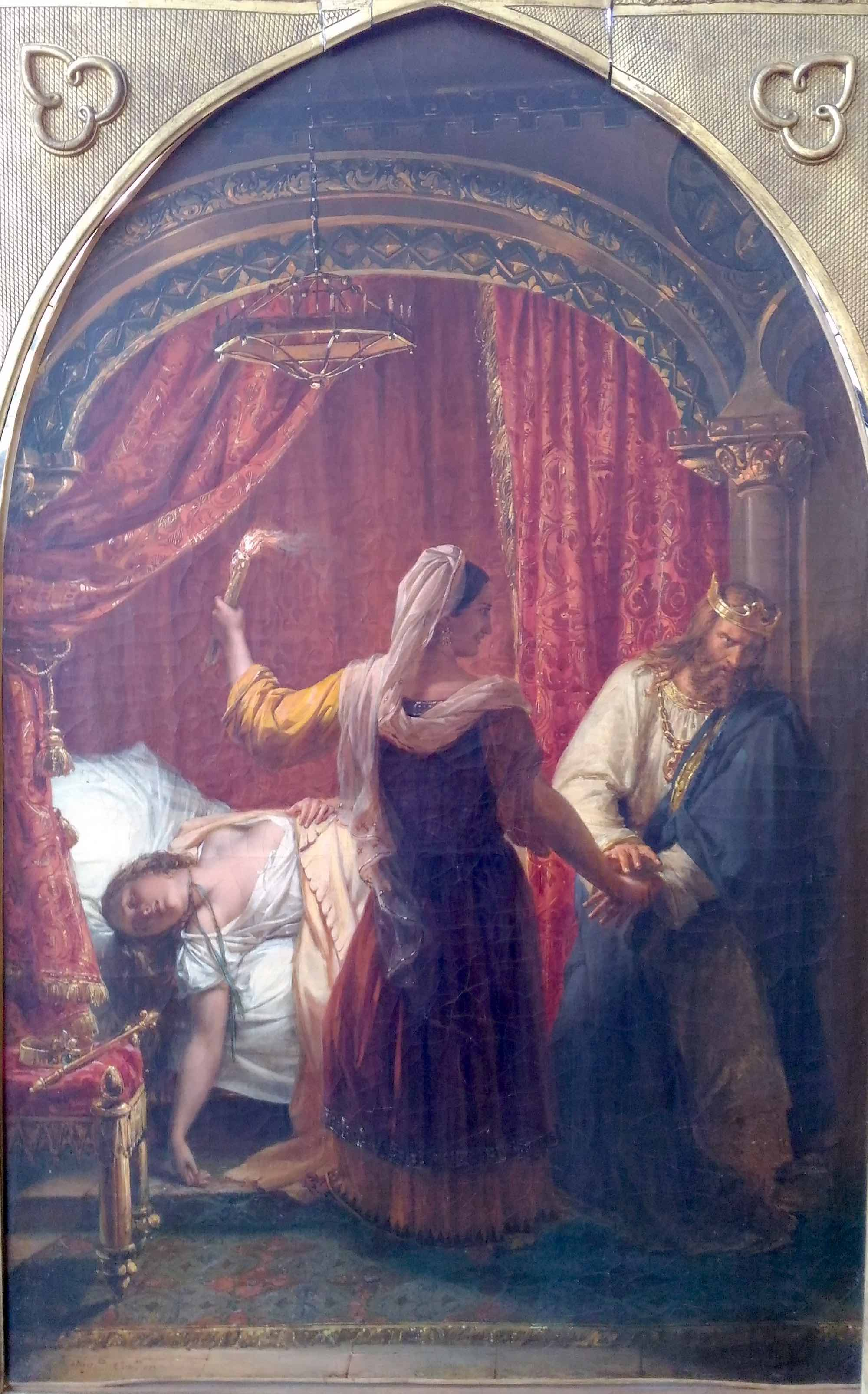
Frédégonde et Chilpéric (vers 1826), musée des Beaux-Arts d'Orléans
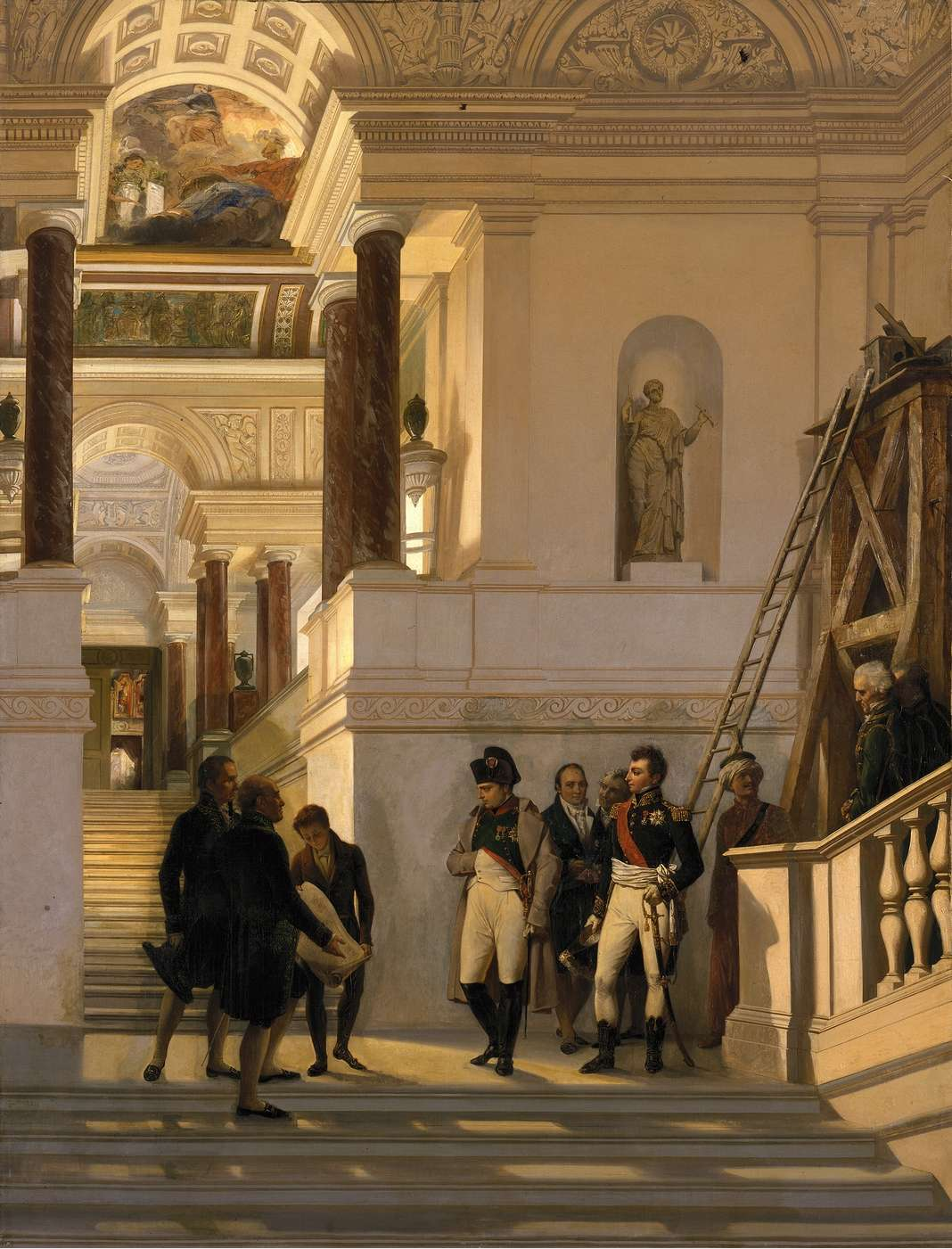
Napoléon Ier visitant l'escalier du Louvre sous la conduite des architectes Percier et Fontaine (1833), Paris, musée du Louvre.
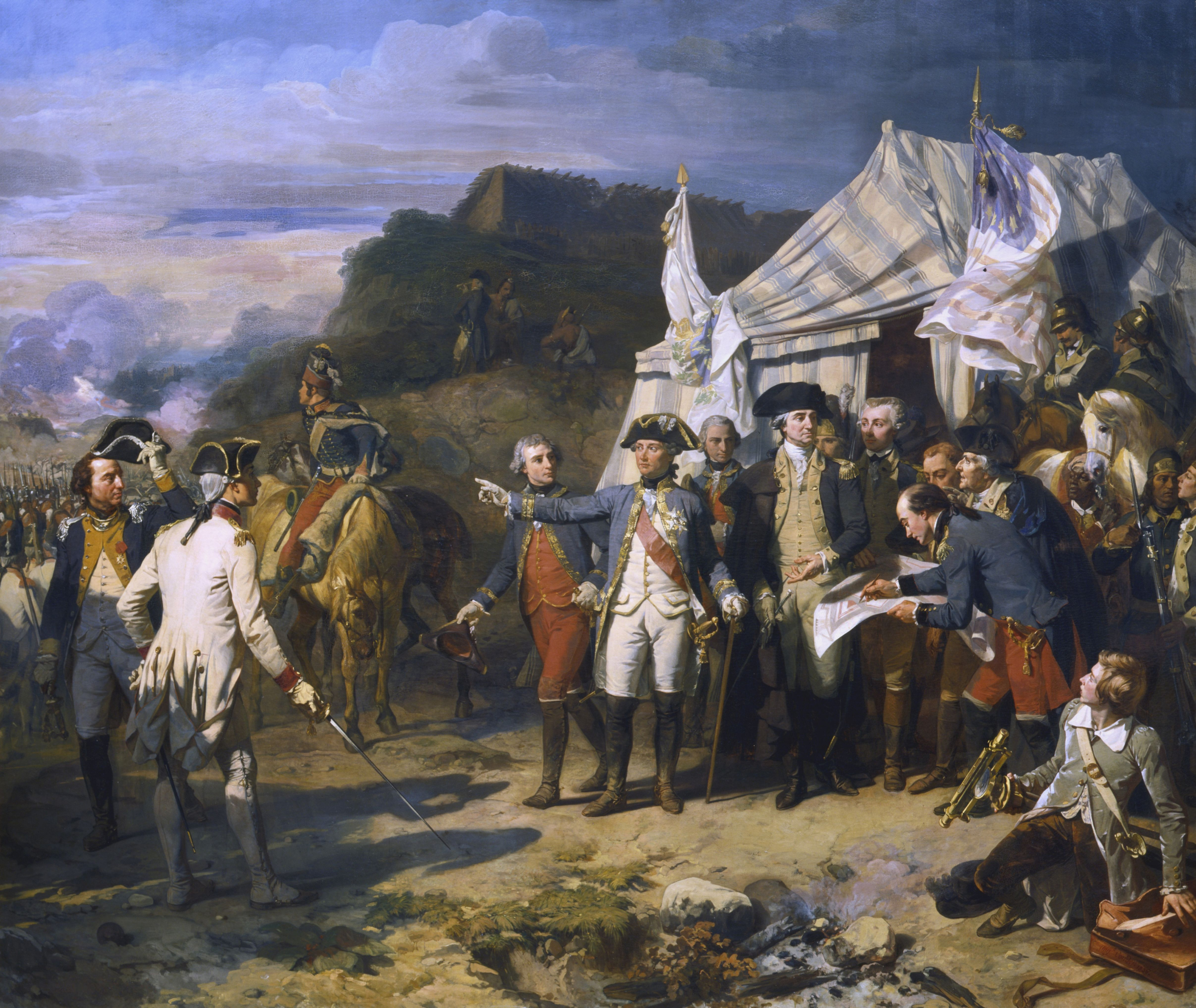
La Bataille de Yorktown (1836), Versailles, musée de l'Histoire de France.
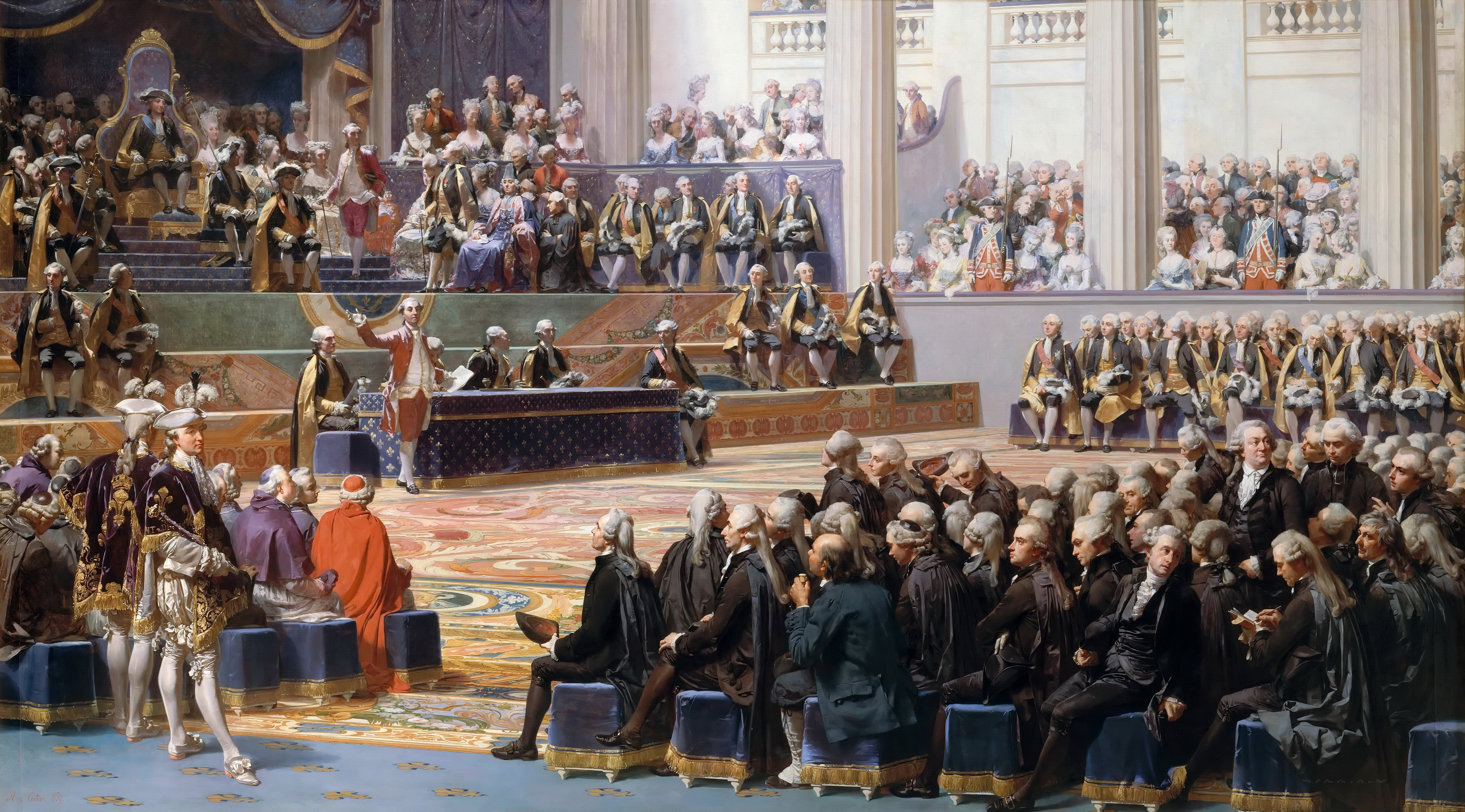
Ouverture des États généraux à Versailles, 5 mai 1789 (1839), Versailles, musée de l'Histoire de France.
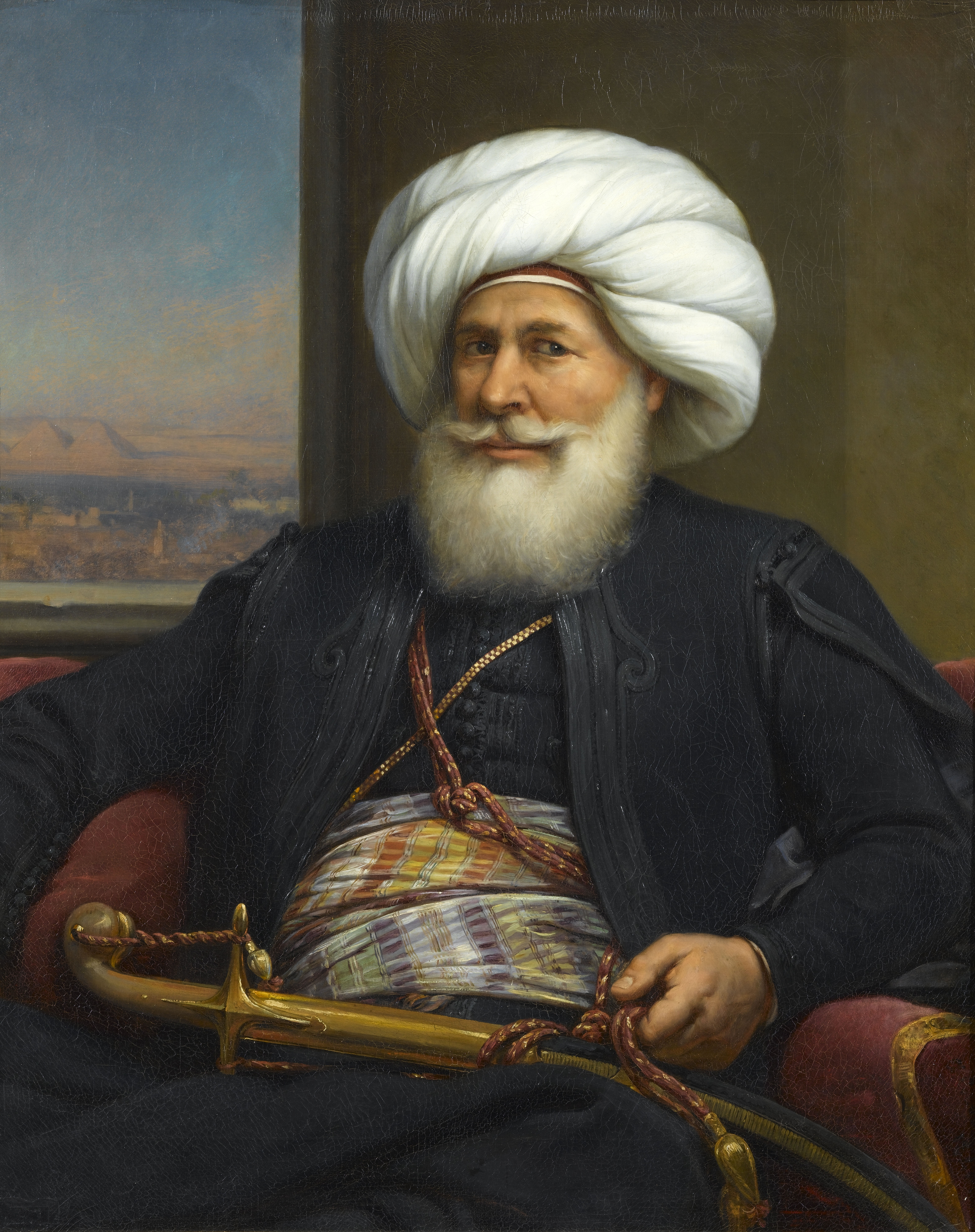
Méhémet-Ali, Vice-roi d'Égypte (1841), Versailles, musée de l'Histoire de France.
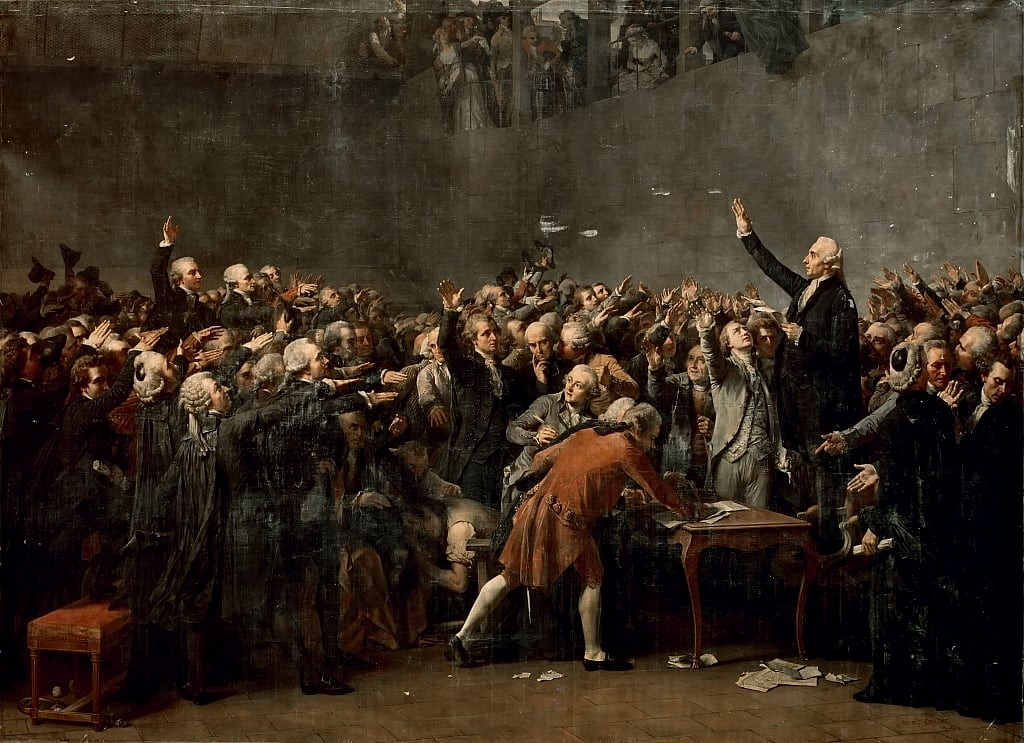
Le Serment du Jeu de Paume, 20 juin 1789 (1848), Vizille, musée de la Révolution française.
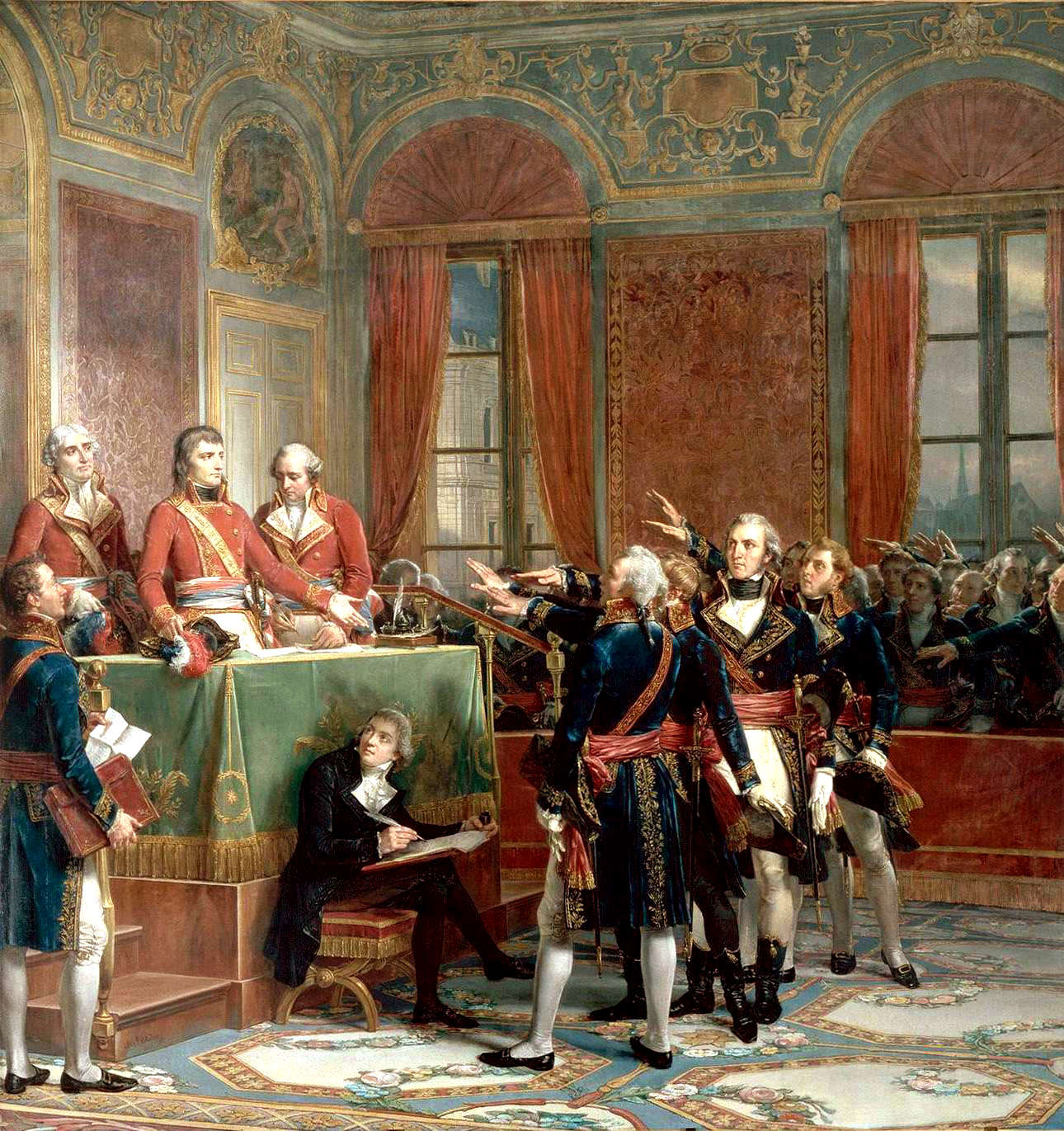
Installation du Conseil d'État au palais du Petit-Luxembourg, 25 décembre 1799 (1856), Versailles, musée de l'Histoire de France.